# Ropa sucia
"Ropa Sucia" es una canción escrita por el Indio Solari junto a Skay Beilinson e interpretada por su banda,  Patricio Rey y sus Redonditos de Ricota. Fue grabada para su álbum ¡Bang! ¡Bang!, ¡Estás Liquidado!, lanzado en 1989 bajo el sello discográfico "Del Cielito". Este tema no fue lanzado como sencillo, pero se destaca claramente en el disco y es uno de los más emblemáticos de la banda, sobre todo por la frase "Vivir solo cuesta vida".